# Postback
O postback é uma medida tomada por uma página interativa, quando a página inteira e seus conteúdo são enviados para o servidor para processamento de algumas informações e, em seguida, o servidor mostra a mesma página de volta ao seu navegador. 
Isto é utilizado para verificar as senhas para login, processar um formulário on-line de compra, ou outras tarefas de tal forma que um computador cliente não possa fazer por conta própria. Ele não deve ser confundido com as ações de atualização ou de voltar tomadas pelos botões do navegador. 
Este cenário é comum em aplicações empresariais, o usuário envia um formulário para atualizar algumas informações, o servidor guarda as informações no banco de dados back-end, e encaminha esta página com a mensagem adicional, por exemplo: "Os dados são salvos, continue a processar". E continua mostrando os dados originais na mesma página.